# Pisaura sublama
Espèce
Pisaura sublama est une espèce d'araignées aranéomorphes de la famille des Pisauridae.

## Distribution
Cette espèce est endémique de Chine. Elle se rencontre au Shaanxi, au Guizhou, au Shandong et au Sichuan.

## Description
La femelle holotype mesure 7,40 mm et les mâles de 6,70 à 7,40 mm.

## Publication originale
- Zhang, 2000 : Taxonomy studies on Chinese spiders of the genus Pisaura (Araneae: Pisauridae) I. Acta Arachnologica Sinica, vol. 9, p. 1-9.